# Fumettologica
Fumettologica è un sito web italiano dedicato ai fumetti, che pubblica notizie, recensioni, anteprime, approfondimenti, opinioni e interviste agli autori.

## Storia
Il sito è stato fondato nel 2013 - debuttando online il 22 ottobre - da Matteo Stefanelli, saggista e docente dell'Università Cattolica del Sacro Cuore di Milano, insieme a Lucio Staiano, proprietario della casa editrice Shockdom. Stefanelli è anche direttore del sito.
Fumettologica nasce come proseguimento ideale di due blog specializzati in fumetto tra i più affermati negli anni precedenti, Fumettologicamente di Stefanelli, al cui nome si ispira, e Conversazioni sul fumetto di Andrea Queirolo (diventato caporedattore del sito), espandendo il campo d'azione all'animazione e alle diverse aree creative vicine al fumetto (cinema, televisione, letteratura, videogiochi, musica, arte, design). In un primo momento, Queirolo era affiancato da Niccolò de Mojana, giornalista e web editor che aveva lavorato per Disney e Rolling Stones.
Definito «il più importante sito italiano dedicato ai fumetti», citato da diversi media italiani e internazionali, come il Guardian, Washington Post, Le Figaro, Courrier International, il Post, Cartoon Brew di Jerry Beck o /Film, fra le pubblicazioni di riferimento sul fumetto in Italia, il sito presenta contenuti giornalistici propri e traduzioni di articoli di alcune delle più prestigiose firme della critica fumettistica nazionale e internazionale - da Paul Gravett a Joe McCulloch, o da testate come The Comics Journal, ActuaBD, Cases d'Histoire.
Nel corso degli anni ha inoltre pubblicato fumetti inediti di importanti autori italiani: Davide Toffolo, Paolo Bacilieri, Dottor Pira, e le rubriche Tippy Tuesday di Tuono Pettinato, Misesti laterale di Stefano Misesti, Vizio di forma di Francesco Guarnaccia. Tra i collaboratori della testata, hanno scritto: Daniele Barbieri, Francesco Boille, Diego Cajelli, Renato Pallavicini, Antonio Dini, Raffaele Alberto Ventura.
Tra le principali collaborazioni del sito vanno annoverate quelle come media partner dei principali festival di fumetto (e non) italiani: Lucca Comics & Games, a partire dal 2017, Bilbolbul Festival internazionale di fumetto dal 2014 in poi, Napoli Comicon nel 2015, con lo specifico ruolo di selezione dei candidati alla categoria "Miglior Webcomic" del Premio Attilio Micheluzzi, il Salone internazionale del libro a partire dal 2023; inoltre ha sviluppato partnership con le riviste Illustratore Italiano (2017 e 2018) e L'Indice dei libri del mese (2016).